# 公海自由原則
公海自由原則包括消極與積極二方面的規定。積極規定：公海應開放給全體人類使用。消極規定則是：
1. 各國不得依國際法中領土取得方式或其他理由，取得公海的全部或部分。
2. 各國不得佔領公海全部或部分。
3. 各國不得使用其他任何方法，防阻公海使用。

在早期的學說中，曾經出現過不同的意見，來說明公海是自由的。其中一說認為，公海是無主物（res nullius）。公海既是無主物，則各國皆可以使用。又佔有海洋，實際上不可，因此，海洋一直不屬於任何國家。另一說認為，公海是公物（res communis）。所指之公物念為何？見解頗分歧。有一種說法認為公物是指共有物，即公海不屬於任何人或任何國家所有，而是供諸國共同使用之物。最後一種見解認為，公海是共同管轄區（condominium），亦即：公海是各國的共同管轄區。這些說法在今日皆屬陳腐。當代的公海自由原則植基於長期形成的「習慣國際法」，並在《聯合國海洋法公約》等成文條約中得到了明確的確認与编纂。
公海的使用方式並無任何限制。1982年《聯合國海洋法公約》曾例示各種傳統的使用方式，並稱之為「公海自由」（freedom of the High Seas），如：航行自由、飛越自由、鋪設管線和電纜自由、捕魚自由、科學研究自由、以及設置人工島之自由。

## 資料來源
- 《國際海洋法》，黃異著，渤海堂文化公司印行，P79-81